# Adoratrices du Sang du Christ
Ne doit pas être confondu avec Adoratrices du Très Précieux Sang de Notre Seigneur Jésus Christ.
Les Adoratrices du Sang du Christ (en latin : Congregatio Sorores Adoratrices Pretiossimi Sanguinis) forment une congrégation religieuse féminine enseignante et missionnaire de droit pontifical.

## Histoire
À la suite d'une mission prêchée par Gaspard del Bufalo, fondateur des missionnaires du Précieux-Sang ; Marie De Mattias (1805-1866) décide de se consacrer à Dieu. Elle fonde la congrégation des Sœurs de l'adoration du Précieux-Sang du Christ le 4 mars 1834 à Acuto pour l'éducation des jeunes filles et la catéchèse.
L'institut reçoit le décret de louange du pape Pie IX le 30 mai 1855 et ses constitutions religieuses sont finalement approuvées par le Saint-Siège le 28 janvier 1878. Le 14 septembre 1968, la congrégation change de titre pour prendre son nom actuel.
Serafina Cinque (1913-1988), religieuse brésilienne de la congrégation, est reconnue vénérable 27 janvier 2014.

## Fusion
Deux congrégations ont fusionné avec les adoratrices:
- 1860 : Les Sœurs de l'adoration perpétuelle du Précieux-Sang fondées à Steinerberg. Elles s'agrègent aux Adoratrices du Sang du Christ le 17 octobre 1860.
- 1964 : Les Sœurs de l'adoration perpétuelle du Sacré-Cœur de Jésus d'Orvieto, Institut saint Paul. Elles fusionnent le 23 mars 1964.

## Activités et diffusion
Les adoratrices du Sang du Christ se vouent à l'enseignement, à l'apostolat missionnaire et à la promotion humaine.
Elles sont présentes en,,: 
- Europe : Italie, Croatie, Espagne, Liechtenstein, Pologne, Albanie, Russie, Biélorussie.
- Amérique : Argentine, Bolivie, Brésil, Guatemala, Pérou, États-Unis.
- Asie : Corée du Sud, Inde, Philippines.
- Afrique : Guinée Bissau, Mozambique, Tanzanie.
- Océanie : Australie.

Leur maison généralice est à Rome. 
En 2017, la congrégation comptait 1295 religieuses dans 211 maisons.